# Michelle Vieth
Michelle Jacqueline Vieth Paetau, conocida como Michelle Vieth (Acapulco, 19 de noviembre de 1978), es una actriz y conductora de televisión mexicana.

## Biografía
Nació en Acapulco, Guerrero, México el 19 de noviembre de 1979. A los 16 años de edad, cursaba el primer año de secundaria cuando una amiga la invitó a participar en la telenovela de José Alberto Castro Acapulco, cuerpo y alma, y a pesar de que su aparición sería de extra, aceptó.
Valentín Pimstein —vicepresidente de producción de Televisa—, sin conocerla la mandó llamar y le ofreció la oportunidad de ser actriz solicitando que realizara una prueba de video junto con el actor Juan Soler y posteriormente ésta fue enviada a Televisa en la Ciudad de México.
Las pruebas fueron evaluadas por el comité de ejecutivos de la dirección de Televisa, quien vio potencial pero consideraron que era necesario prepararla y es así como ingresa al Centro de Educación Artística, a capacitarse como actriz.
Entre los cursos a los que se tenía que integrar estaban nutrición y modelaje. Durante su estancia en Televisa conoció al productor Pedro Damián, quien más tarde le ofreció protagonizar Mi pequeña traviesa junto a Héctor Soberón. Por su desempeño, en 1999 le fue otorgado el Premios TVyNovelas como Mejor debutante del año.
Algunas de las telenovelas en las que ha participado son: Soñadoras, Mujeres engañadas y Amigas y rivales (en esta no pudo participar en el final debido a que estaba enferma), siendo la protagonista en las tres producciones. En 2002-2003 protagoniza Clase 406 y en el 2005 obtiene una actuación estelar en La madrastra.
En 2001 contrajo matrimonio con el también actor Héctor Soberón, a quien conoció durante las grabaciones de Mi pequeña traviesa, pero su matrimonio no funcionó y se divorciaron tres años más tarde.
En septiembre de 2003 ingresa como inquilina en la casa de Big Brother VIP 2 junto a otras 13 celebridades, pero se queda a la mitad del camino al ser la cuarta expulsada del reality.
En 2006, participó en la telenovela de Salvador Mejía, Mundo de fieras, en la cual realizó su primer papel como villana. Al año siguiente, 2007, realizó una participación especial en el melodrama Al diablo con los guapos. En 2008, se integró al elenco de Cuidado con el ángel con el papel de la villana Ana Julia.
En 2010 dejó Televisa y emigró a TV Azteca. En 2011 estuvo casada con Leandro Ampudia, con quien tuvo dos hijos. En el 2012 coprotagonizó la telenovela La otra cara del alma actuando junto a Gabriela Spanic, Eduardo Capetillo y Jorge Alberti.
En 2012 Vieth perdió la custodia de sus hijos en un juicio que se realizó en Estados Unidos contra su exesposo Leandro Ampudia pero versiones de personas cercanas a la actriz explican que los niños vivían con los padres de ella en EE. UU. ya que Michelle actualmente grababa telenovela en México. Cuando el juez falló en su contra, Leandro Ampudia se quedó con los niños llevándolos a México. Una vez ahí él y Vieth llegaron a un acuerdo cuyos detalles legales se desconocen.
En el 2013 participó en el programa La Isla, el reality fue la 1.ª eliminada del programa siendo su salida una de las más polémicas del reality.

## Filmografía

### Telenovelas
- El Junior: El Mirrey de los Capos (2023)[2]
- Cómo sobrevivir soltero (2022)[3]
- Mi fortuna es amarte (2021-2022) ... Fernanda Diez Acuña
- La otra cara del alma (2012-2013) ... Daniela Aldama De la Vega
- Cuidado con el ángel (2008-2009) ... Ana Julia Villaseñor
- La Traición (2008) ... Michelle Phillips
- Al diablo con los guapos (2007-2008) ... Pilar
- Mundo de fieras (2006-2007) ... Karen Farias Rivas del Castillo
- La madrastra (2005) ... Vivian Sousa
- Clase 406 (2002-2003) ... Nadia Castillo Bojórquez
- Amigas y rivales (2001)... Laura González
- Mujeres engañadas (1999-2000) ... Paola Montero
- Soñadoras (1998-1999) ... Lucía de la Macorra / Adriana de la Macorra
- Mi pequeña traviesa (1997-1998) ... Julia González / Julio González
- Acapulco, cuerpo y alma (1995) ... Chica en la playa
- Mágica juventud (1992-1993)... Fernanda (niña).

### Series de televisión
- Esta historia me suena (2023) ... Naomi[4]
- Bola de locos (2023)[5]
- La rosa de Guadalupe (2021-2023)[6] ... 2 episodios
  - Un matrimonio feliz - Isabella (2023)
  - Miradas vacías - Roberta (2021)
- +Noche (2021) ... Maximiliana (sketch cómico y posteriormente entrevista con los conductores del programa)
- Mujer, casos de la vida real (2003-2004)
- Señales - Adriana (2004)

### Teatro
- La Señora Presidenta (2019)

### Conducción
- Cuéntamelo Ya (2022)
- Tu casa (2018)
- Venga el domingo (2012)
- Emisiones del Teletón (2006)
- La Copa América (2004)
- Festival Acapulco (1998)

### Realities
- Las Estrellas Bailan en Hoy (2021)
- La Isla, el reality (2013)
- México Baila (2013)
- Big Brother VIP 2 (2003)
- La guerra de los sexos (2001)

## Premios y nominaciones
- Reconocimiento por parte de la Secretaria de Turismo de Acapulco y el Fideicomiso de Promoción Turística de Acapulco (2009)
- Reconocimiento por parte de Programa Muévete por su trayectoria (2006)
- Reconocimiento por parte del Gobierno de Acapulco de Juárez por su trayectoria (2006)
- Premio Bravo a Mejor actriz en televisión  (2004)

### Premios TVyNovelas
| Año  | Categoría           | Telenovela          | Resultado |
| ---- | ------------------- | ------------------- | --------- |
| 1999 | Debutante del año   | Mi pequeña traviesa | Ganadora  |
| 1998 | Revelación femenina | Mi pequeña traviesa | Nominada  |